# Цубаса (синкансэн)

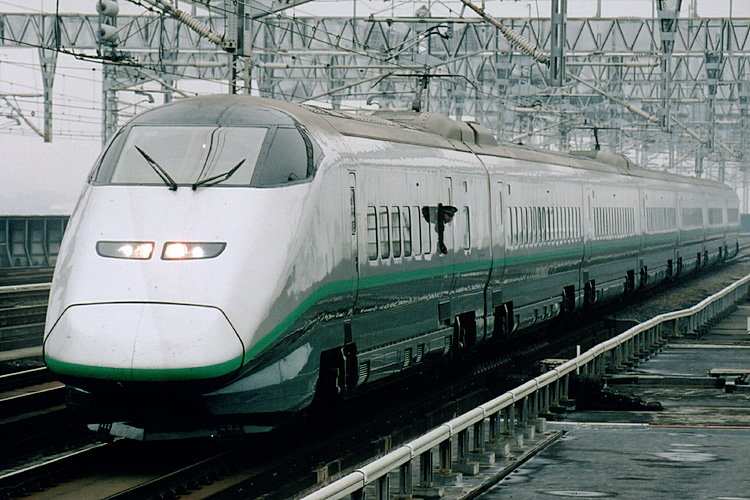
Электропоезд серии E3 маршрута Цубаса

Цубаса (яп. つばさ, «крылья») — единственный маршрут линии Ямагата-синкансэн. Введен в эксплуатацию в 1992 году.

## Поезда и время поездки
На маршруте эксплуатируются двенадцать семивагонных электропоездов серии 400 и три электропоезда серии E3. На участке между станциями Токио и Фукусима они соединяются с электропоездом серии E4 и едут на скорости 240 км/ч. В декабре 2008 года весь парк электропоездов серии 400 будет заменен новыми электропоездами серии E3.
Однако скорость на участке между станциями Фукусима и Синдзё ограничена до 130 км/ч, поскольку на нем наличествует большое количество крутых поворотов, так как данный участок был лишь перестроен из узкоколейного на стандартную колею.
С марта 2007 года на всех поездах маршрута был установлен запрет на курение.

## Этимология
Слово цубаса (яп. つばさ) по-японски означает «крылья». Как и другие названия поездов, «Крылья» в этом применении пишется только хираганой.
Название ранее использовалось экспресс-поездом, работавшим на маршруте Уэно — Акита до 1982 года.